# Flers (Orne)
Flers is een gemeente in het Franse departement Orne (regio Normandië). De plaats maakt deel uit van het arrondissement Argentan. In de gemeente ligt spoorwegstation Flers. De gemeente telde 14.308 inwoners op 1 januari 2022.

## Geschiedenis
Flers kende een sterk groei in de 19e en het begin van de 20e eeuw met de komst van textiel- en metaalindustrie.
Op 6 en 7 juni 1944 werd de stad gebombardeerd door de Amerikaanse luchtmacht, waarbij 80% van de gebouwen in de stad beschadigd werd. Een honderdtal inwoners verloor het leven. De stad werd bevrijd op 16 augustus door de Britten. In 1948 begon de wederopbouw en vanaf de jaren 1970 werden nieuwe wijken met hoogbouw opgetrokken. Tussen 1970 en 1990 vestigden zich veel immigranten uit Noord-Afrika en Turkije in de gemeente. Vanaf de jaren 1970 verdween de textielindustrie geleidelijk en daarbij kwam de sluiting van de mijnen in Halouze. In 2002 sloot een grote metaalfabriek.

## Geografie
De oppervlakte van Flers bedroeg op 1 januari 2022 21,15 vierkante kilometer; de bevolkingsdichtheid was toen 676,5 inwoners per km².
De onderstaande kaart toont de ligging van Flers met de belangrijkste infrastructuur en aangrenzende gemeenten.

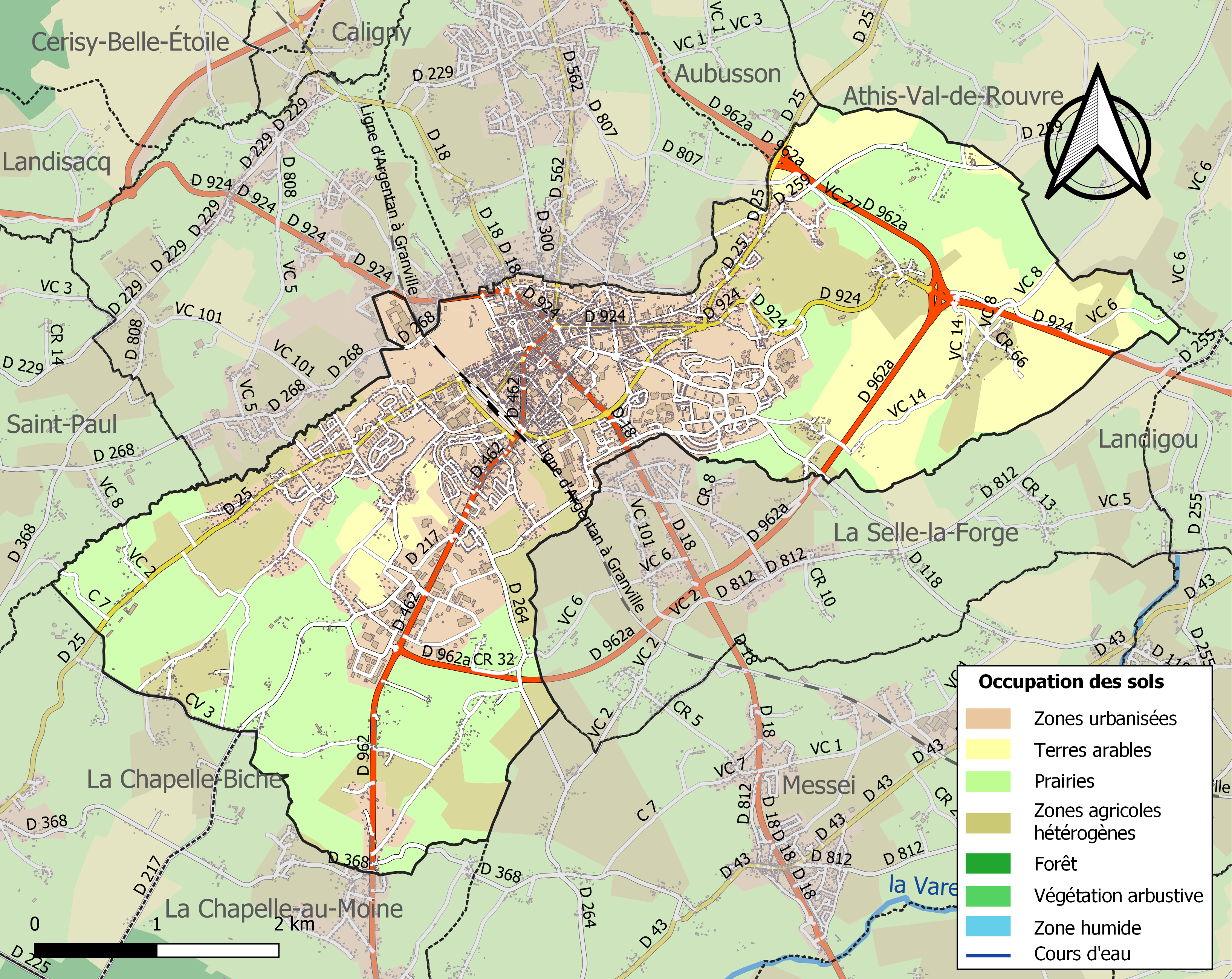

## Demografie
De gemeente kende een sterke bevolkingsgroei in de 19e eeuw. De bevolking steeg van 2.800 inwoners in 1806 naar 13.929 inwoners in 1886.
Onderstaande figuur toont het verloop van het inwonertal (bron: INSEE-tellingen).

## Geboren in Flers
- Guy Mollet (1905-1975), politicus
- Tony Chapron (1972), voetbalscheidsrechter
- Romain Hardy (1988), wielrenner
- Thibault Moulin (1990), voetballer
- Pierre-Henri Lecuisinier (1993), wielrenner